# Poa rossbergiana
Poa rossbergiana är en gräsart som beskrevs av Kin Shen Hao. Poa rossbergiana ingår i släktet gröen, och familjen gräs. Inga underarter finns listade i Catalogue of Life.